# Чаадаєво (Владимирська область)
Чаадаєво (рос. Чаадаево) — село у Муромському районі Владимирської області Російської Федерації.
Входить до складу муніципального утворення Борисоглібське сільське поселення. Населення становить 972 особи (2010).

## Історія
Село розташоване на землях фіно-угорських народів муроми та мещери.
Від 14 квітня 1929 року належить до Муромського району, утвореного спочатку у складі Муромського округу Нижегородської області.
Згідно із законом від 11 травня 2005 року входить до складу муніципального утворення Борисоглібське сільське поселення.

## Населення
| 1859 | 1897  | 1905  | 1926  | 2002  | 2010 |
| ---- | ----- | ----- | ----- | ----- | ---- |
| 1598 | ↗1678 | ↗2007 | ↗2652 | ↘1069 | ↘972 |